# ピアノ・トリオ (ジャズ)
ジャズにおいてのピアノ・トリオとは、現代では通常、ピアニスト、ダブルベース奏者、ドラマーからなるグループのことを指す。初期においてはピアノを中心としたトリオは稀であり、ピアノを伴奏として管楽器奏者を含めた編成が多く見られた。また、1930年代から1940年代にかけてはピアノ、ギター、ベースの編成による録音も多数残されている。
ピアニストは通常トリオのリーダーとみなされ、グループ名はピアニストの名前から採られるのが通例である。
ベースのスコット・ラファロ、ドラムのポール・モチアンとによるビル・エヴァンス・トリオなどが有名。アート・テイタムのトリオではドラムではなくギターが加わり、ナット・キング・コールのトリオやオスカー・ピーターソンの初期のトリオもその先例に従った。後にピーターソンはピアノ、ベース、ドラムの編成にリバートした。